# عبدو تراوري

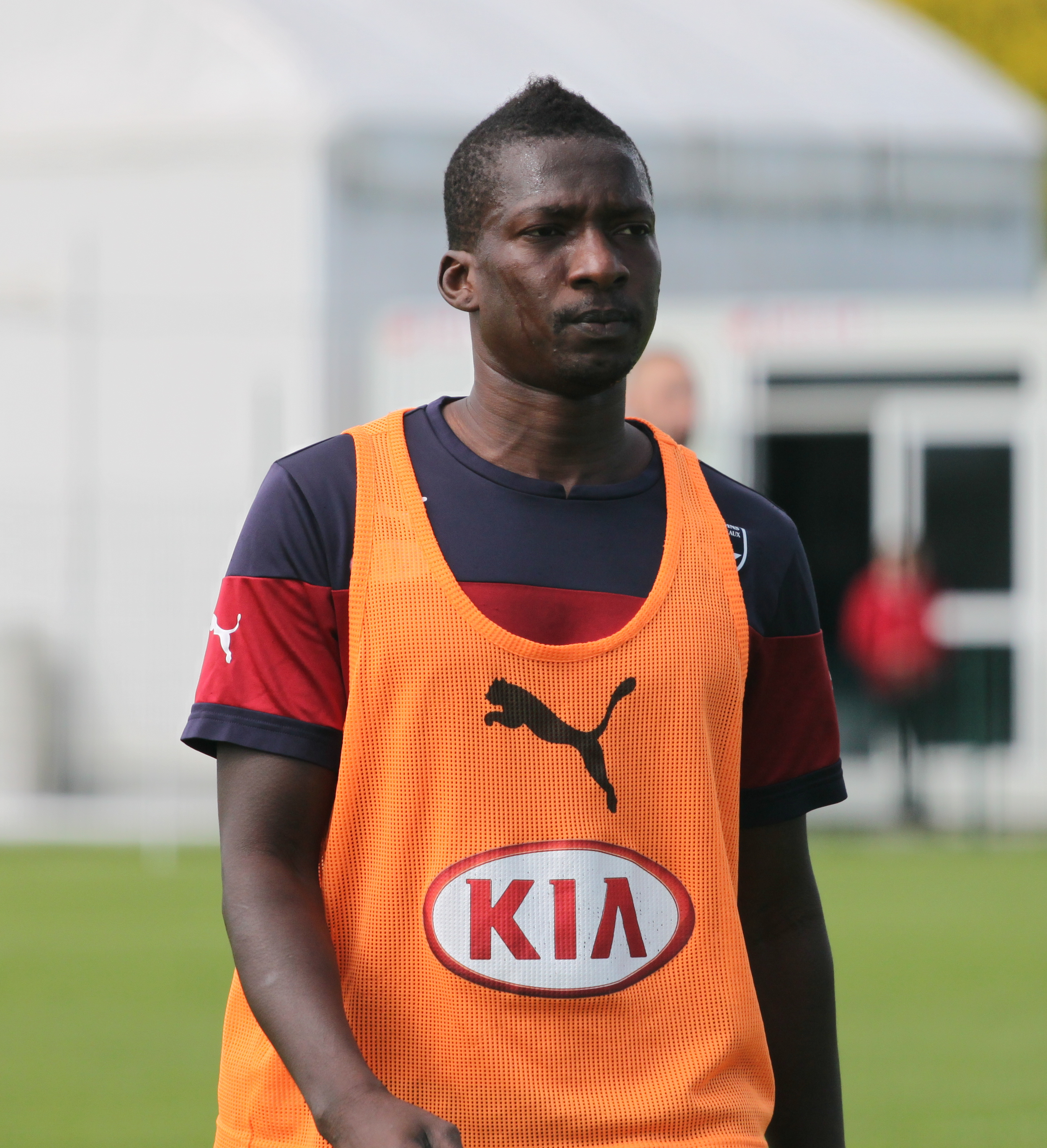

عبدو تراوري (بالفرنسية: Abdou Traoré)‏ (17 يناير 1988 في باماكو) لاعب كرة قدم مالي لعب سابقاً لصالح منتخب مالي في مركز الجناح الأيمن .

## المسيرة الرياضية
بدأ تراوري مسيرته الرياضية ناشئا في نادي سيركيل أولمبيك باماكو سنة 2003 وبعد سنتين تم تصعيده للفريق الأول . خلال موسمه الأول 2005/2006 استطاع لفت أنظار كاشف مواهب نادي بوردو الذي أوصى بالتعاقد مع تراوري وهذا ما حدث في صيف سنة 2006 . تم إدراج تراوري ضمن الفريق الرديف الذي يشارك في دوري الهواة من أجل أن يتعلم ويتأقلم مع كريقة اللعب الفرنسية . في يوليو 2008 تم تصعيده إلى الفريق الأول تحت قيادة المدرب لوران بلان الذي وثق في قدراته . في موسم 2008/2009 استطاع أن يساهم في تحقيق النادي 3 بطولات وهي كأس الأبطال الفرنسي ثم كأس الدوري الفرنسي ثم بطولة دوري الدرجة الأولى .
شارك تراوري في أول مباراة دولية مع منتخب مالي في مواجهة منتخب أنغولا في 11 فبراير 2009 .

## الإنجازات
- دوري الدرجة الأولى : 2008/2009
- كأس الدوري الفرنسي : 2008/2009
- كأس الأبطال الفرنسي : 2008/2009

## روابط خارجية
- عبدو تراوري على موقع الاتحاد الدولي (مؤرشف)  (الإنجليزية)
- عبدو تراوري على موقع الاتحاد الأوربي (الإنجليزية)
- عبدو تراوري على موقع رابطة كرة القدم الفرنسية للمحترفين (الإنجليزية)
- عبدو تراوري على موقع قاعدة بيانات كرة القدم.إي يو (الإنجليزية)
- عبدو تراوري على موقع ليكيب (الفرنسية)
- عبدو تراوري على موقع ناشيونال فوتبول تيمز (الإنجليزية)
- عبدو تراوري على موقع Soccerway.com (الإنجليزية)
- عبدو تراوري على موقع عالم كرة القدم.نت (الإنجليزية)
- عبدو تراوري على موقع كووورة
- عبدو تراوري على موقع AS.com (الإسبانية)